# Episodi di Lucifer (quarta stagione)
La quarta stagione della serie televisiva Lucifer, composta da 10 episodi, è stata pubblicata sulla piattaforma di streaming on demand Netflix l'8 maggio 2019.
L'antagonista principale della stagione è Padre Kinley
| n° | Titolo originale                        | Titolo italiano                      | Pubblicazione |
| -- | --------------------------------------- | ------------------------------------ | ------------- |
| 1  | Everything's Okay                       | Va tutto bene                        | 8 maggio 2019 |
| 2  | Somebody's Been Reading Dante's Inferno | Qualcuno ha letto l’inferno di Dante | 8 maggio 2019 |
| 3  | O, Ye of Little Faith, Father           | Che uomo di poca fede, Padre         | 8 maggio 2019 |
| 4  | All About Eve                           | Tutto su Eve                         | 8 maggio 2019 |
| 5  | Expire Erect                            | Morire con un’erezione               | 8 maggio 2019 |
| 6  | Orgy Pants to Work                      | Pantaloni da orgia al lavoro         | 8 maggio 2019 |
| 7  | Devil Is as Devil Does                  | Il diavolo fa il diavolo             | 8 maggio 2019 |
| 8  | Super Bad Boyfriend                     | Pessimo fidanzato                    | 8 maggio 2019 |
| 9  | Save Lucifer                            | Salvare Lucifer                      | 8 maggio 2019 |
| 10 | Who's da New King of Hell?              | Chi è il nuovo re dell'inferno?      | 8 maggio 2019 |

## Va tutto bene
- Titolo originale: Everything's Okay
- Diretto da: Sherwin Shilati
- Scritto da: Joe Henderson

### Trama
Dopo aver scoperto la verità su Lucifer, Chloe se n'è andata da Los Angeles per un mese per riprendersi dallo shock. Lucifer a causa di ciò sta passando un periodo abbastanza depressivo e una sera viene attaccato da un ladro che aveva già incontrato in passato e che Lucifer aveva mollato nel deserto quando era stato rapito da Caino. Il ladro, essendo furioso per le umiliazioni subite da Lucifer, chiede a quest'ultimo di risarcirlo. Lucifer, dopo aver messo il furfante e i suoi complici fuori gioco, decide impietosito dalla sfortuna che il poveretto ha subito di dargli un'enorme quantità di denaro per mettere a posto le cose tra loro, per poi lasciarlo andare mettendo fine alla loro inimicizia. Dopo una vacanza con la figlia in Europa durata circa un mese, Chloe torna a Los Angeles sorprendendo un po' tutti, soprattutto Lucifer che rimane sbalordito dalla sua totale indifferenza riguardo alla scoperta della sua vera identità; dopo averle chiesto più volte se davvero le stesse bene continuare a lavorare con lui dopo averle mostrato il suo volto demoniaco, Lucifer decide di usare di lì in poi i suoi poteri liberamente anche nel nuovo caso che si presenta ai due, legato all'omicidio di un ex mafioso sotto protezione. Nel frattempo Dan si dimostra ancora infuriato con Lucifer per la storia di Charlotte mentre Amenadiel, pur avendo riottenuto le sue ali, sembra rimpiangere la vita a Los Angeles. Maze, dopo aver parlato con Linda, riesce a riappacificarsi con Trixie mentre Chloe, risolto il caso, si reca in una chiesa dove, dopo essere scoppiata in lacrime, viene raggiunta da un sacerdote, padre Kinley, che le chiede se è pronta a procedere con il loro piano contro Lucifer.
- Guest star:

## Qualcuno ha letto l’inferno di Dante
- Titolo originale: Somebody's Been Reading Dante's Inferno
- Diretto da: Sam Hill
- Scritto da: Ildy Modrovich

### Trama
Chloe si accorda con padre Kinley in modo da somministrare a Lucifer un farmaco per poterlo esorcizzare e per questo accetta l'invito a cena del diavolo, che decide di seguire il consiglio di Amenadiel. La detective, tuttavia, è ancora presa dal dubbio e sfrutta il nuovo caso che si propone ai due, legato alla morte di una concorrente di un reality show, per prendere tempo prima di giungere a una decisione: quando, risolto il caso, Lucifer le rivela che la sua presenza lo rende vulnerabile, Chloe comunica a padre Kinley di non voler più eseguire il piano e quindi il sacerdote raggiunge Lucifer nel suo appartamento per comunicargli delle notizie sulla detective. Nel frattempo Amenadiel, dopo una serie di eventi sfortunati, sembra avere dei ripensamenti circa la decisione di vivere sulla Terra finché Linda gli rivela di essere incinta, cosa che scopre dopo avere avuto un mancamento mentre si allenava con Maze.
- Guest star:

## Che uomo di poca fede, Padre
- Titolo originale: O, Ye of Little Faith, Father
- Diretto da: Jessika Borsiczky
- Scritto da: Jason Ning

### Trama
Padre Kinley rivela a Lucifer il suo accordo con Chloe dicendo tuttavia che vuole solo metterlo in guardia da lei; il diavolo non gli crede ma comincia comunque a dubitare della detective; nel frattempo Amenadiel tenta di stare vicino a Linda, capendo però che la donna ha anche bisogno del suo spazio. Chloe e Lucifer si trovano quindi coinvolti negli omicidi di alcuni ex membri di una gang sudamericana che erano usciti dal giro della malavita e, anche grazie alle informazioni estorte con la forza da Dan e Maze, scoprono che l'assassino è un ex membro della gang che ha ucciso i suoi ex amici perché erano ricaduti nelle loro vecchie abitudini dopo aver promesso che non l'avrebbero fatto. L'uomo tenta di indurre Lucifer a punirlo ma egli realizza ciò che sta facendo e si ferma. Quando Chloe prova ad arrestare l'uomo questi si uccide. Successivamente si scopre che si trattava tutto di un piano escogitato da padre Kinley per mostrare il vero volto di Lucifer al suo superiore: il sacerdote viene arrestato e scomunicato ma afferma di non essere pentito perché è deciso a impedire il realizzarsi della profezia secondo cui quando il diavolo sarà libero sulla Terra e troverà il suo primo amore il male si libererà sul mondo. Chloe raggiunge quindi Lucifer nel suo appartamento e confessa di essersi rivolta a padre Kinley perché inizialmente era terrorizzata dalla scoperta della sua vera identità ma che ora è convinta che possa fare del bene: quando tuttavia Lucifer le chiede se pensa che potrebbe vivere accanto a lui mostrandole di nuovo il suo vero volto e la detective afferma di non saperlo, il diavolo capisce che non potranno mai essere veramente felici insieme. Nel frattempo una donna misteriosa giunge al Lux.
- Guest star:

## Tutto su Eve
- Titolo originale: All About Eve
- Diretto da: Sherwin Shilati
- Scritto da: Chris Rafferty

### Trama
La donna giunta al Lux si rivela essere Eva, fuggita dal Paradiso e giunta a Los Angeles per scappare dalla monotonia celeste e ritrovare la sua vecchia fiamma Lucifer, ancora distrutto dalla rottura con Chloe; quest'ultima e Dan, nel frattempo, si occupano dell'omicidio di un famoso designer di gioielli e, per il tramite della sua nuova ospite, anche il diavolo viene a conoscenza del caso. Maze, intanto, se ne va da casa di Chloe accusandola di essere troppo debole e si trasferisce da Linda e Amenadiel, che si stanno preparando all'arrivo del bambino. Dopo aver parlato con la terapeuta ed Ella, Chloe capisce che vuole ancora Lucifer nella sua vita e quindi i due, assieme a Eva, risolvono il caso; tornati a casa del diavolo, questi scopre che Eva si è impossessata della collana oggetto del caso e quindi la costringe a rivelargli il vero motivo della sua fuga dal Paradiso: la prima donna gli esterna quindi il suo amore, ma Lucifer le risponde che non lo conosce davvero. Eva gli chiede quindi di mostrarle il suo vero volto e, dopo averlo visto, lo bacia appassionatamente proprio mentre Chloe giunge nella residenza, andandosene senza essere vista e senza dire nulla.
- Guest star:

## Morire con un’erezione
- Titolo originale: Expire Erect
- Diretto da: Viet Nguyen
- Scritto da: Mike Costa

### Trama
Chloe e Dan si trovano a investigare sulla morte di un collezionista di auto d'epoca e per accedere al giro in modo da andare avanti con le indagini la detective chiede aiuto a Lucifer, che decide di aiutarla così da chiudere per sempre con lei; nel frattempo Amenadiel incontra Eve e mette in guardia il fratello circa il fatto che lei voglia farlo tornare quello di una volta. Il caso si rivela più intricato del previsto, tanto che Dan e Maze devono ancora una volta continuare a lavorare in modo losco insieme, ma alla fine viene risolto: Lucifer si rende quindi conto di quanto la detective tenga a lui e pertanto decide di continuare a collaborare con lei e di fidanzarsi ufficialmente con Eve, alla quale rivela che la presenza di Chloe lo rende mortale.
- Guest star:

## Pantaloni da orgia al lavoro
- Titolo originale: Orgy Pants to Work
- Diretto da: Louis Milito
- Scritto da: Aiyana White

### Trama
Lucifer ha sempre più difficoltà nel bilanciare la sua vita privata con Eve e il lavoro, come gli fa notare Chloe nel nuovo caso che affrontano riguardante la morte di un contabile nudista; nel frattempo Amenadiel riceve la visita di sua sorella Remiel, che gli rivela di essere sulla Terra per portare in Paradiso il figlio mezzo umano e mezzo celestiale di cui ha avvertito la presenza e che pensa sia di Lucifer. Nel proseguire del caso Eve riesce a far capire a Lucifer l'importanza di ricordarsi sempre chi è davvero e infatti, una volta trovato l'assassino (reo di aver commesso innumerevoli altri crimini), lo punisce; nel frattempo Maze, spinta dal ricordo di sua madre Lilith (nominata da Eve come prima moglie di Adamo), si impegna a essere una buona zia per il bimbo di Linda mentre Amenadiel confessa a Remiel di essere lui il padre del nascituro e che gli angeli si sono sempre sbagliati nel loro giudizio sugli esseri umani.
- Guest star:

## Il diavolo fa il diavolo
- Titolo originale: Devil Is as Devil Does
- Diretto da: Richard Speight Jr.
- Scritto da: Jen Graham Imada

### Trama
Il caso precedente continua a occupare il team di Chloe in quanto il padre dell'assassino, un facoltoso e losco individuo che ha sempre coperto i crimini del figlio, mette in atto una serie di efferatezze per vendicarlo dopo che Lucifer lo ha ridotto alla paralisi; quest'ultimo, intanto, è sempre più combattuto tra l'agire come punitore come vorrebbe Eve e stare invece alle regole come cerca di convincerlo a fare Chloe. Nel frattempo Amenadiel convince Remiel, dopo averla battuta in combattimento, a lasciare che suo figlio viva come un umano mentre Maze continua a comportarsi in modo fin troppo protettivo con Linda, la quale deduce che l'amica sia alla ricerca di un partner. Dopo che anche la vita di Trixie viene messa in pericolo, a causa delle manovre che Dan cerca di compiere per punire Lucifer, quest'ultimo agisce ma decide alla fine di consegnare il reo alla giustizia. Risolto il caso Dan cerca conforto in Ella e i due finiscono col passare la notte insieme mentre Chloe fa visita a padre Kinley, che sin dal suo arresto ha provato a mettersi in contatto con lei e che le rivela la profezia su Lucifer e Eve; nel frattempo Linda accorre a casa del diavolo: questi, sconvolto, le rivela di aver controllato le sue ali come gli avevano consigliato Eve e Chloe (cosa che non aveva fatto dal ritorno del suo vero volto) e, nonostante abbia tentato di comportarsi in modo retto, le mostra come esse abbiano ancora un aspetto demoniaco.
- Guest star:

## Pessimo fidanzato
- Titolo originale: Super Bad Boyfriend
- Diretto da: Claudia Yarmy
- Scritto da: Jason Ning

### Trama
Lucifer e Chloe si occupano del caso legato all'omicidio di una insegnante, e la detective rivela al suo partner la profezia di cui le ha parlato padre Kinley, la quale spinge Lucifer a prendere la decisione di cominciare a comportarsi in modo negativo così da spingere Eve a rompere; al loro stesso caso si interessa anche Amenadiel che, desideroso di scoprire se sarà un buon padre, comincia a prendersi cura di uno dei ragazzi coinvolti nelle indagini di nome Caleb, scoprendo che il ragazzo è coinvolto nel giro della droga, ma che ora vorrebbe uscirne. Così Amenadiel, andato dagli spacciatori con Caleb, riesce a negoziare un accordo con il capo banda di nome Tahir per far uscire Caleb dal giro, pagando le quote di droga che il ragazzo doveva vendere in cambio della libertà di Caleb. Ella, intanto, viene informata che può essere stato un poliziotto a spingere il magnate del caso precedente a far attaccare Lucifer e lo rivela a Dan che, sempre più sopraffatto, si ubriaca al Lux venendo alle mani con Maze, che in quel momento stava parlando con Eve delle rispettive situazioni. Il caso viene risolto, ma Caleb - di cui Amenadiel era diventato amico - viene ucciso per ordine di Tahir pur avendo onorato il patto con lui, così Lucifer e Amenadiel fanno arrestare Tahir e i suoi uomini (non prima di averli riempiti di botte, Tahir in particolare) per aver tradito la parola data. L'angelo si rende conto che Remiel aveva ragione a sostenere che la Terra non fosse il posto adatto per suo figlio: quest'ultimo, essendo un angelo, non potrebbe essere se stesso e verrebbe visto come un'anomalia dal resto degli umani, oltre a poter subire atti di razzismo a causa delle discriminazioni verso i neri (precedentemente Amenadiel e Caleb avevano subito un'aggressione da parte di due poliziotti razzisti che avevano cercato di uccidere entrambi). Per evitare che ciò accada anche al figlio l'angelo decide segretamente che avrebbe allevato il bambino in paradiso dove sarebbe cresciuto felice e potendo essere se stesso. Lucifer, invece, decide di rompere sia con Eve che con Chloe, in quanto nessuna delle due lo vede per quello che è: alla seduta successiva con Linda, il diavolo giunge finalmente a riconoscere che il fatto di aver sempre incolpato suo padre delle sue sfortune ed il suo ritenersi irrimediabilmente cattivo sono il frutto del suo odio per se stesso.
- Guest star:

## Salvare Lucifer
- Titolo originale: Save Lucifer
- Diretto da: Lisa Demaine
- Scritto da: Joe Henderson

### Trama
Mentre si occupa con Chloe della morte di una famosa agente immobiliare, Lucifer si rende conto che si sta trasformando sempre più rapidamente nel suo aspetto demoniaco mentre Eve chiede aiuto a Maze su come riconquistarlo sebbene quest'ultima si sia ormai innamorata di lei; successivamente lei e Dan hanno modo di riappacificarsi e il detective le dà dei consigli su come conquistare Eve, che però fraintende il gesto. Ella rivela a Dan di aver scoperto la verità sul suo coinvolgimento nel caso precedente ma anche di aver insabbiato tutto a patto che si faccia aiutare a superare il dolore per la perdita di Charlotte, motivo per cui si rivolge a Linda; durante la seduta, tuttavia, si rompono le acque e pertanto l'analista viene portata in ospedale. Dato che la profezia si sta avverando Chloe decide di far trasferire padre Kinley per scoprire un modo per fermarla ma il sacerdote viene intercettato da Eve e Maze per lo stesso motivo: quando quest'ultima si reca all'ospedale per assistere al parto dopo averle confessato i suoi sentimenti e che Lucifer non la ama, il sacerdote attacca Eve per far sì che un demone possa possederla e convincere Lucifer a tornare all'inferno ma la donna riesce a salvarsi e a ucciderlo a sua volta. Quando ormai Lucifer ha assunto totalmente il suo aspetto demoniaco dopo aver risolto il caso, grazie a Chloe si rende conto di dover perdonare se stesso e di smetterla di attribuirsi colpe che non ha: il diavolo, pur affermando di non sapere come fare, dice di volerlo capire e quindi ritorna al suo aspetto normale. Amenadiel progetta quindi di portare suo figlio in Paradiso mentre padre Kinley viene posseduto dopo aver portato all'inferno il messaggio di Eve: i demoni devono salvare il loro re.
- Guest star:

## Chi è il nuovo re dell'inferno?
- Titolo originale: Who's da New King of Hell?
- Diretto da: Eagle Egilsson
- Scritto da: Ildy Modrovich

### Trama
Dopo aver tentato di tenerlo lontano dal lavoro per dargli modo di riprendersi, Chloe e Lucifer scoprono che i demoni sono ormai arrivati a Los Angeles: quando quest'ultimo li affronta, rivelando che non intende tornare all'inferno, il gruppo rapisce il piccolo Charlie, figlio di Amenadiel e Linda, per utilizzare il rituale che padre Kinley voleva usare su Lucifer in modo da rendere lui il nuovo re dei demoni (posizione che solo un angelo o comunque un essere celestiale può ricoprire). Eve confessa di aver ucciso il sacerdote ed essere la causa dell'arrivo dei demoni e quindi aiuta Lucifer e gli altri a scacciarli, cosa in cui il diavolo riesce dopo essersi trasformato di nuovo. Linda chiede quindi ad Amenadiel di portare Charlie in Paradiso, come l'angelo aveva confessato di voler fare, ma l'angelo le risponde che loro due lo proteggeranno meglio di chiunque altro mentre Eve saluta Maze e parte per cercare di trovare finalmente se stessa. Mentre Ella ritrova la fede e Dan fa ancora i conti con il ricordo di Charlotte, Chloe raggiunge Lucifer al suo appartamento: alla domanda della detective se sia realmente tutto finito, Lucifer le risponde che ha deciso di tornare all'Inferno, poiché altrimenti i demoni continueranno a ritornare sulla Terra. Dopo essersi dichiarati il loro amore reciproco ed essersi scambiati un bacio appassionato, il diavolo vola via con le ali di un angelo. Lucifer, tornato negli Inferi e seduto sul suo trono, contempla l'immensa distesa infernale.
- Guest star: